# Martin Strauß
Martin Strauß (* 1959 in Düsseldorf) ist ein deutscher Schriftsteller.

## Leben
Martin Strauß ist gelernter Schriftsetzer. Er veröffentlichte Prosa und Lyrik in Literaturzeitschriften und Anthologien. Er wurde mit dem zweiten Platz des Feldkircher Lyrikpreises 2008 ausgezeichnet. Strauß lebt in Echterdingen.

## Auszeichnungen
- 1992: 2. Förderpreis für Lyrik, Bayreuth
- 2008: Irseer Pegasus 2008
- 2008: Feldkircher Lyrikpreis (2. Platz)

## Werke
- Ein Blinder im Lichtspielhaus, Edition Kirchhof & Franke, Leipzig 2002